# アーマード・コア2 アナザーエイジ
『アーマード・コア2 アナザーエイジ』（ARMORED CORE2 ANOTHER AGE）は、フロム・ソフトウェアから発売されたPlayStation 2用ロボットアクションゲームであり、『アーマード・コアシリーズ』の5作目である。通称は『AA』（Another Ageから）。2001年4月12日発売。2002年11月7日に廉価版が発売された。

## 概要
本作ではアリーナモードが用意されておらず、ミッションのみの構成になっており、前作の拡張ディスクという意味合いが強い。
本作は地球上の各地を転戦しながらミッションを進めていくというスタイルを採っており、各都市・地域で個別に依頼が発生するようになっている。

## ゲームシステム
ミッション数は前作の『AC2』を超える100。VSミッションが12のため、実質的なミッション数は88となる。尚、4つのミッションについては、PS時代の過去作に登場した機体と対戦する。
データコンバート
前作のセーブデータからのロードが可能。但し、次作『AC3』から『LR』までの作品からのコンバートは不可。コンバート可能なのは、所持金、所持パーツ、エンブレム、強化人間等である。
VSミッション
本作では二人で競えるミッションが追加された。勝敗はミッション終了後の収支で決まる。iLINKケーブルでの通信対戦は不可能で、PS2本体1台での画面分割となっている。
モデム対戦の追加
遠隔地のプレイヤーと対戦が可能になった。対応モデムが別途必要。
ロックオンマーカーの仕様変更
障害物を挟んだ敵機をロックオンした際に、ロックオンマーカーの色が赤色から緑色に変化する。ただし難易度ノーマルのみ。
強化人間の廃止
但し、前作のセーブデータからのコンバートは可能。また、一部のACは強化人間相当の能力を有する。
前作からの変更点
オーバードブースト使用時の熱量発生。
機体速度上限の上昇。
一部のパーツを性能変更。

## ストーリー
火星での騒乱から5年後（＝地球暦228年）。騒乱の収拾と復興に力を注ぐ事を余儀無くされた地球政府は強い指導力を発揮する必要からその軍事力を増強していった。これに対して企業体もまた、政府軍に対抗するため、秘密裏にその戦力を拡充していく事となり、政府と企業体との関係は徐々に悪化していった。
反面、政府は軍事力の拡大に傾いたことによって地上の復興に消極的にならざるを得ず、その結果、各地の地下都市を中心に小規模な武装蜂起が発生していった。

## 登場組織
ジオ・マトリクス（声：石井七央子）
前作の時代、地球における影響力はエムロードに及んでいなかったが、本作の時代においては地球においてもトップの座にある。これは前作における火星支社の暴走（ディソーダー技術を利用し、火星での支配権強化を目的としたクーデター計画）の事後処理工作を巧みに行ったためであり、影響力の低下は最小限に留められた。
政府との表立った対立は避けているが、両者の関係は目に見えて悪化しており、競争力確保のための軍事力強化には余念がない。
かつての母体企業である、ムラクモ・ミレニアム社の遺した研究の掘り起こしを盛んに行っている。
エムロード（声：大塚芳忠）
前作の時点では地球におけるNo1企業の座にあったが、火星でのLCCとの全面衝突の結果として大幅に勢力を削がれ、地球においてもジオ社に水をあけられることになった。
政府の軍事力強化に対しては最も敏感に反応しており、小規模ではあるが、既に幾度かの直接的な戦闘に発展したケースもある。
ACパーツのシェアが大幅に減少するなど、大勢としては行き詰まりの感は否めないが、強硬な姿勢を崩そうとはしない。とはいえ未だ侮りがたい軍事力を有しているため、もっとも危険な存在と言える。
戦力としてのレイヴンの存在を重要視しており、精力的に有力レイヴンの囲い込みを行っている。
バレーナ（声：芳野美樹）
前作においてLCCに接近することで、火星での勢力図を塗り替えようと画策したが、フライトナーズの暴走により瓦解。その後政府との関係が表面化したことで、ジオ・マトリクス、エムロード両社との関係は明確に悪化した。
表向きは政府の軍事力強化に協力している。
なお、ACパーツのシェアに関しては、エムロードの減少分をジオ・マトリクスとバレーナがそれぞれ奪った形となっている。
インディーズ（声：土屋トシヒデ）
いわゆる不法武装集団で、『新たなる統治機構の建設』を標榜する。地下世界を中心に発展しつつあり、数ある同様の組織の中でも最大の規模を持ち、政府・企業双方を標的としている点が特徴である。
その構成員の多くは地下世界に取り残された貧民層であるが、一部には元レイヴンを名乗る者もおり、戦闘能力は決して低くはない。
頻繁に政府による弾圧を受けているが、一向にその活動は収まる気配を見せず、背後に有力な資金源を持つものと思われる。
監督局
政府直属の行政機関。地球の主な大都市に置かれており、各局がその都市と周辺の一定区域を担当する。通常担当する地区名が名称に組み込まれる（『ネオ・アイザック監督局』等）。
基本的には政府の施政方針を受けて、各地域の開発指揮や企業統制、治安維持を行っているが、担当区域での出来事に対しては、一定の裁量権が与えられている。政府の管理下で一定の軍備を持つことが認められており、その行使も各局の裁量に委ねられる。
地球政府（声：藤本譲）
大深度戦争の調停機関「地下世界停戦委員会」を前身とする、汎地球規模の統治機構。
前作における火星でのクーデター事件以来、秩序回復のための急速な武装強化を推し進めているが、その行為は各企業体の危機感を煽り、政府の思惑とは裏腹に情勢の混迷ぶりを助長している。
また、軍事力強化を急ぐあまり、最大の使命であるはずの地上移住計画は滞りがちであり、それへの反発から、インディーズ等の地下世界の住人を中心とする複数の反抗勢力も誕生している。
地球・火星を通じて、最大の権力と軍事力を有する組織であることに変わりはないが、他の組織との戦力差はむしろ接近する傾向にあるため、政府内でも積極的な武力行使に対する慎重論が盛んになりつつある。
コンコード（声：半場友恵）
地球・火星両地域でアリーナを運営する企業。本作においては火星のレイヴンとのアリーナを開催している。また、前作同様に傭兵斡旋事業も手がけており、ネットワークシステム"ナーヴス･コンコード"は健在である。
企業としての規模自体が比較的小さいこともあるが、いずれの勢力にも属することなく中立的な立場を堅持している。依頼に基いてレイヴンを派遣することで、間接的な関与は行うものの、勢力争いには専ら消極的である。
ちなみに、本作における主人公のオペレーターは井上喜久子が担当した。